# Robin Leblanc
Robin Leblanc (* 11. Januar 1983 in Chur) ist ein ehemaliger schweizerisch-kanadischer Eishockeyspieler. Er ist der Sohn des ehemaligen NHL-Spielers Fernand Leblanc, der zum Zeitpunkt der Geburt seines Sohnes in der Schweiz spielte.

## Karriere
Robin Leblanc begann seine Karriere im Nachwuchs des HC Ajoie, bevor er ab 1999 für Le Drakkar de Baie-Comeau in der Ligue de hockey junior majeur du Québec spielte. Beim NHL Entry Draft 2001 wurde er in der dritten Runde an 67. Stelle von den New Jersey Devils ausgewählt, verblieb aber bei seinem Juniorenteam. Die Saison 2004/05 begann er in der ECHL bei den Long Beach Ice Dogs, wechselte aber nach 19 Spielen in die Schweiz zum HC Ajoie. Da er seine erste Spielerlizenz in der Schweiz gelöst hat, fällt er im Spielbetrieb der Schweiz nicht unter das Ausländerkontingent. Dies machte ihn auch für andere Schweizer Clubs interessant, so dass er vor der Spielzeit 2006/07 vom HC Davos verpflichtet wurde.
Am 23. September 2006 schoss Leblanc sein erstes NLA-Tor im Spiel gegen den Fribourg-Gottéron. Während des Spengler Cup 2006 erzielte er im Finale ein Tor und verhalf dem HCD damit zum Sieg gegen Team Canada. Am 11. April 2007 schoss er das einzige Tor der letzten Finalpartie zwischen dem HCD und dem SC Bern und sorgte damit für den Gewinn des Schweizer Meistertitels. Zwei Jahre später gewann er mit dem HCD einen weiteren Meistertitel, ehe er innerhalb der Liga zu Fribourg-Gottéron wechselte.
Im Januar 2011 unterschrieb Leblanc einen Zweijahresvertrag für die Spielzeiten 2011/12 und 2012/13 bei den SCL Tigers. Zur Saison 2013/14 wurde der Stürmer vom HC La Chaux-de-Fonds verpflichtet. Seine Karriere ließ er von 2017 bis 2019 beim SC Langenthal in der Swiss League ausklingen.

## Erfolge und Auszeichnungen
- 2001 CHL Top Prospects Game
- 2006 Spengler-Cup-Gewinn mit dem HC Davos
- 2007 Schweizer Meister mit dem HC Davos
- 2009 Schweizer Meister mit dem HC Davos
- 2019 SL-Meister mit dem SC Langenthal

## Karrierestatistik
(Legende zur Spielerstatistik: Sp oder GP = absolvierte Spiele; T oder G = erzielte Tore; V oder A = erzielte Assists; Pkt oder Pts = erzielte Scorerpunkte; SM oder PIM = erhaltene Strafminuten; +/− = Plus/Minus-Bilanz; PP = erzielte Überzahltore; SH = erzielte Unterzahltore; GW = erzielte Siegtore; 1 Play-downs/Relegation; Kursiv: Statistik nicht vollständig)